# Cistugo
Cistugo is een geslacht van vleermuizen uit de familie Cistugidae, waarin het het enige geslacht is. De wetenschappelijke naam van het geslacht werd in 1912 gepubliceerd door Oldfield Thomas.

## Soorten
Er worden 2 soorten in dit geslacht geplaatst:
- Cistugo lesueuri A. Roberts, 1919
- Cistugo seabrae O. Thomas, 1912